# Ingvar Fogelqvist
Ingvar Fogelqvist, född 25 juni 1951 i Dundee, Sydafrika. Son till kyrkoherde Erik Fogelqvist och Gunvor f Forsberg. Han är romersk-katolsk präst och teologie doktor och disputerade i Uppsala 1993 på avhandlingen Apostasy and Social Reform in the Revelations of St Birgitta. Tidigare har han varit präst i Svenska kyrkan. Efter prästvigning för Stockholms katolska stift har han varit rektor för katolska prästseminariet i Järfälla. Ingvar Fogelqvist var tidigare verksam som kyrkoherde i Katolska kyrkan i Växjö och utbildningsansvarig inom Stockholms katolska stift. Sedan 2024 är Fogelquist rektor för kommuniteten Marias Lamm där han enbart firar mässan enligt den äldre romerska riten. 